# Pastor Troy
Pastor Troy, pseudonimo di Micah LeVar Troy (Augusta, 18 novembre 1977), è un rapper statunitense. è anche membro del gruppo hardcore rap D.S.G.B. (Down South Georgia Boys).

## Carriera
Nel 1999, Pastor Troy pubblica il suo primo album We Ready (I Declare War), contemporaneamente alla sua collaborazione all'album di Ludacris Back for the First Time. Contemporaneamente, Pastor Troy è il frontman del gruppo hardcore rap D.S.G.B. (Down South Georgia Boys), proveniente da Augusta, Georgia. Troy collabora anche nell'album Kings of Crunk di Lil Jon.. Sin dall'inizio della sua carriera, Pastor Troy è stato in conflitto con Master P, Lil Scrappy e The BME Click. Nel 2002, il suo album Universal Soldier diventa particolarmente popolare grazie al film xXx, nella cui colonna sonora è presente il suo brano Are We Cuttin. L'album debutta alla tredicesima posizione della Billboard 200. Nel 2003, Pastor Troy compare nell'album di Young Jeezy Come Shop wit' Me nel brano GA.
Successivamente Troy ha pubblicato l'album, maggiormente commerciale, By Any Means Necessary, nel 2004, in cui è incluso il successo Ridin' Big. Tuttavia, in seguito ad alcune controversie, la Universal Music rescinde il contratto con Troy. In seguito viene pubblicato l'album Face Off, Part II, in cui oltre ad alcuni brani inediti, vengono pubblicati alcuni successi del suo repertorio. Nel 2005, compare con Killer Mike nel brano di Chamillionaire Southern Takeover nell'album di The Sound of Revenge.
Nel 2006 Pastor Troy ha pubblicato tre album, a partire da Stay Tru, seguito da By Choice Or By Force e Atlanta 2 Memphis, che è un album in collaborazione con il rapper di Memphis Criminal Manne. Stay Tru ha debuttato nella Billboard 200 alla posizione 150, vendendo 6 000 copie nella sua prima settimana. Pastor Troy è sotto contratto con due etichette discografiche: la SMC (Stay Tru, Tool Muziq) e la Money and Power Records (Face Off Part 2, Atlanta 2 Memphis).

## Discografia

### Da solista
- 1999 - We Ready: I Declare War
- 2000 - Pastor Troy for President
- 2000 - I Am D.S.G.B.
- 2001 - Face Off
- 2002 - Hell 2 Pay
- 2002 - Universal Soldier
- 2004 - By Any Means Necessary
- 2005 - Face Off: Part II
- 2005 - Face Off: Part II (Chopped & Screwed)
- 2006 - Stay Tru
- 2006 - By Choice or by Force
- 2007 - Tool Muziq
- 2008 - Attitude Adjuster
- 2008 - A.T.L. (A-Town Legend)
- 2008 - Troy
- 2009 - Feel Me or Kill Me
- 2009 - Ready for War
- 2009 - Love Me, Hate Me
- 2010 - G.I. Troy – Strictly 4 My Soldiers
- 2010 - Zero Tolerence
- 2010 - Attitude Adjuster 2
- 2010 - King Of All Kings
- 2011 - Still Troy
- 2011 - H.N.I.C.
- 2011 - Thou Shall Not Kill
- 2011 - The Last Outlaw

### Con i D.S.G.B.
- 2001 - The Last Supper
- 2003 - Til Death Do Us Part
- 2010 - The Return Of Cut 3

### Collaborazioni
- 2000 - Book I con "The Congregation"
- 2005 - Hood Hustlin': The Mix Tape, Vol. 1 con "Nino P.K.O."
- 2005 - Hood Hustlin': The Mix Tape, Vol. 2 (Slowed & Chopped) con "Nino P.K.O."
- 2006 - Down South Hood Hustlin' con "Nino P.K.O."
- 2006 - Atlanta 2 Memphis con "Criminal Manne"
- 2008 - A-Town Legends Vol. 2 con "Khujo & T-Mo (of Goodie Mob)"